# Bleu minéral
Cet article court présente un sujet plus développé dans : Bleu de Prusse.
Le bleu minéral dit aussi bleu d'Anvers est, au XIXe siècle, une couleur obtenue par un « mélange de bleu de Prusse avec des proportions variables d'alumine, de carbonate, de magnésie et de carbonate de zinc ».
C'est une dénomination commerciale, dont la teinte exacte varie d'un fabricant à l'autre. Il sert pour l'azurage en teinturerie, et dans les arts graphiques, bien qu'il ne soit pas très stable. Le terme minéral doit se comprendre comme non végétal comme l'indigo ou le pastel des teinturiers ; il peut donc aussi bien désigner l'outremer véritable, le smalt, l'azurite, le bleu de cobalt ; mais les commerçants qui vendent ces pigments plus chers ont tout intérêt à préciser duquel il s'agit. Les cendres bleues, minérales également et pas très coûteuses, ont une teinte plus claire et verdâtre que ces autres bleus.
Au XIXe siècle, l'adjectif minéral s'associe librement à toute nuance de bleu, selon le locuteur. En 1889, Guignet écrit que c'est un « nom de fantaisie » pour le bleu de Prusse.